# Alapınar, Alpu
Alapınar là một xã thuộc huyện Alpu, tỉnh Eskişehir, Thổ Nhĩ Kỳ. Dân số thời điểm năm 2011 là 26 người.